# Liste der Monuments historiques in La Séguinière
Die Liste der Monuments historiques in La Séguinière führt die Monuments historiques in der französischen Gemeinde La Séguinière auf.

## Liste der Bauwerke
| Bezeichnung       | Beschreibung              | Standort | Kennzeichnung | Schutzstatus | Datum | Bild           |
| ----------------- | ------------------------- | -------- | ------------- | ------------ | ----- | -------------- |
| Kirche Notre-Dame | Erbaut im 16. Jahrhundert | (Lage)   | PA00109354    | Inscrit      | 1986  | weitere Bilder |

## Liste der Objekte
- Monuments historiques (Objekte) in La Séguinière in der Base Palissy des französischen Kultusministeriums